# Trematodon ambiguus
Trematodon ambiguus là một loài rêu trong họ Bruchiaceae. Loài này được Hedw. Hornsch. mô tả khoa học đầu tiên năm 1819.